# Philodina roseola
Philodina roseola is een soort in de taxonomische indeling van de raderdieren (Rotifera). 
Het dier behoort tot het geslacht Philodina en behoort tot de familie Philodinidae. De wetenschappelijke naam van de soort werd voor het eerst geldig gepubliceerd in 1832 door Ehrenberg.